# 앤디 플레처
앤드루 존 플레처(영어: Andrew John Fletcher, 1961년 7월 8일 ~ 2022년 5월 26일)는 영국의 키보드 연주자이자 일렉트로닉 밴드 디페쉬 모드의 창립 멤버였다. 2020년에는 밴드와 함께 로큰롤 명예의 전당에 헌액되었다.